# Korsische Magmenprovinz
Die Korsische Magmenprovinz ist eine Magmenprovinz des Neogens. Sie ist die älteste der zirkumtyrrhenischen Magmenprovinzen, die bedingt durch Krustendehnung im Rücken des kollabierenden Apenninenorogens entstanden.

## Geografie und Vorkommen

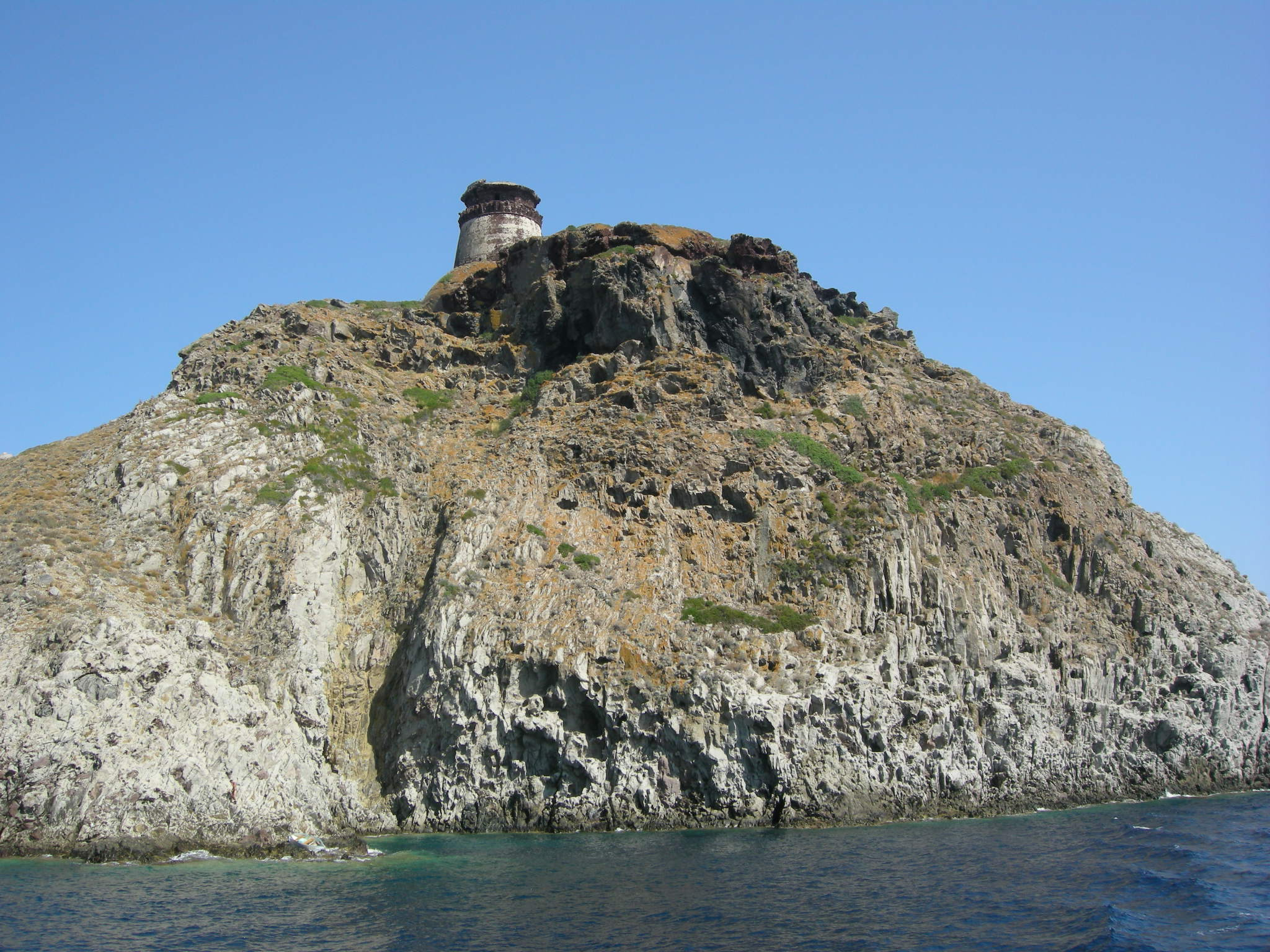
Der Zenobito-Vulkan auf Capraia mit Turm

Die korsische Magmenprovinz umfasst den Ostrand Korsikas, die Nordostküste Sardiniens, Capraia im Norden und den Seamount Cornacya im Süden. Ihre Ostgrenze langt nahezu an Elba heran. Sie erreicht somit bei einer Breite von rund 50 Kilometer in etwa 450 Kilometer in Nord-Süd-Richtung. Offshore wurden mehrere Vorkommen nur wenige Kilometer vor der Ostküste Korsikas und Sardiniens entdeckt. Auf Korsika ist der Sisco-Lamproit anzuführen. Der komposite Vulkanbau von Capraia wird jedoch manchmal auch bereits zur benachbarten  Toskanischen Magmenprovinz gerechnet.

## Zeitlicher Rahmen
Der Magmatismus setzte im Langhium in Korsika vor 14,2 Millionen Jahren BP mit dem Lamproit von Sisco ein. Ihm folgten vor rund 12 Millionen Jahren BP im Serravallium die unterseeischen magmatischen Aktivitäten am Cornacya-Seamount. Im Messinium entstand dann vor 7,2 Millionen Jahren BP der Kompositvulkan auf Capraia, dem nach längerer Förderpause im Zancleum um 4,8 Millionen Jahre BP der Zenobito-Vulkan folgte, der sich aber petrologisch von seinem Vorgänger absetzt.

## Petrologie
Die im Zeitraum 14,2 bis 4,8 Millionen Jahre BP (Miozän und Pliozän) am Ostrand der Korso-sardischen Mikroplatte gebildeten Magmatite sind generell ultrapotassisch, shoshonitisch oder kalkalkalisch; sie zeichnen sich durch die Abwesenheit von Leucit aus.
Der Lamproitlagergang von Sisco ist reich an MgO und SiO2. Der Cornacya-Seamount besteht aus shoshonitischen Vulkaniten. Der Kompositvulkan von Capraia wird aus kaliumreichen Kalkalkaligesteinen aufgebaut.
Die in der von 14,2 bis 7,2 Millionen Jahre BP reichenden ersten magmatischen Periode entstandenen Magmatite sind Lamproite, Shoshonite, Olivin-Latite, Trachyte, kaliumreiche Andesite, kaliumreiche Dazite und Rhyolithe. Auffallend hierbei ist der abnehmende Gehalt an Kalium im Verlauf der Zeit. Die ultrapotassischen Gesteine zeichnen sich durch Paragenesen mit Olivin, Phlogopit und Klinopyroxen als Phänokristalle aus (aber keinen Leucit oder Plagioklas) und führen in der Grundmasse Sanidin und seltenen kaliumreichen Richterit. Bei den bereits an K2O-ärmeren und Al2O3-reicheren Shoshoniten und Kalkalkaligesteinen wird Plagioklas dann zu einer wichtigen Mineralphase.
Sämtliche Gesteine der ersten Magmenserie sind angereichert an inkompatiblen Spurenelementen, die mit den jeweiligen K2O-Gehalten positiv korrelieren. Gegenüber Thorium, LREE und LILE kommt es zu einer Fraktionierung von Titan, Tantal und Niob, was für Magmatite der Vulkanbögen und Orogenzonen charakteristisch ist und durch Sedimentrezyklierung während des Subduktionsvorgangs erklärt wird.
Die zweite magmatische Periode folgte mit einem Hiatus von 3 Millionen Jahren. Durch sie entstanden die Alkalibasalte und Trachybasalte des monogenen Zenobito-Vulkans auf Capraia. Im Vergleich zur ersten Magmenserie ist ihre Fraktionierung von Ti, Ta und Nb wesentlich undeutlicher.

## Magmenentstehung
Charakteristisch für die korsische Magmenprovinz und andere zirkumtyrrhenische Magmenprovinzen ist ihre temporäre Abfolge Lamproit-Shoshonit-Kalkalkaligesteine, die mit einer sukzessiven Abnahme des K2O-Gehalts verknüpft ist. Als Erklärung fungieren zwei Modellvorstellungen:
- Heterogener Sublithosphärenmantel
- Mischung zweier Magmenkomponenten

Das Modell des heterogenen Sublithosphärenmantels geht davon aus, dass der obere Mantel entlang von tiefreichenden Störungen, welche durch die seit Beginn des Miozäns andauernde Subduktion unterhalb des Apenninenorogens initiiert wurden, von vernetzten metasomatischen Bereichen durchsetzt wird. Bei Druckentlastung schmelzen diese kontinental beeinflussten (und insbesondere kalium- und siliciumreichen), Phlogopit-führenden Bereiche (bei relativ geringer partieller Aufschmelzrate) bevorzugt auf und es entstehen ultrapotassische Magmen (wie beispielsweise die Lamproite). Mit zunehmender Temperatur erhöht sich die Aufschmelzrate und es werden mehr und mehr die umgebenden, an Spurenelementen abgereicherten Mantelmuttergesteine selbst angeschmolzen, so dass der Kaliumgehalt in der Schmelze zusehends sinkt. Gebildet werden jetzt Shoshonite gefolgt von Kalkalkaligesteinen.
Das Mischungsmodell geht von zwei Stammmagmen mit unterschiedlicher chemischer Zusammensetzung aus – alkalisch und subalkalisch, wobei das subalkalische Kalkalkalimagma gegenüber dem ultrapotassischen Magma mit der Zeit die Oberhand gewinnt.

## Geodynamik
Der westliche Mittelmeerraum ist das Ergebnis einer sehr komplexen geodynamischen Entwicklung, die vor rund 35 bis 30 Millionen Jahren BP einsetzte und im übergeordneten Zusammenhang der Annäherung Afrikas an Eurasien zu sehen ist. Nach der generellen Dehnungsphase des Oligozäns hatte sich der korso-sardische Mikrokontinent um 19 Millionen Jahre BP im unteren Miozän vom europäischen Festland getrennt und führte während des Burdigaliums eine gegen den Uhrzeigersinn drehende Ostdrift durch. In seinem Rücken entstand als Folge der Krustendehnung das Liguro-Provenzalische Becken, das zum Teil von ozeanischer Kruste unterlagert wird und als Backarc-Becken aufgefasst werden kann. Durch die Ostdrift kam es während des Miozäns zu Krusteneinengung im vorgelagerten Adriatischen Sporn der apulischen Mikroplatte mit Subduktion in Südwestrichtung und gleichzeitiger Anlage des apenninischen Deckenstapels. Am Ende des Mittleren Miozäns (Serravallium) gegen 13 Millionen Jahren BP hatte der korso-sardische Mikrokontinent in etwa seine heutige Nord-Süd-streichende Position erreicht. Die in Gang gesetzte Backarc-Dehnungsbewegung endete aber hiermit nicht. Ausgehend vom Südostrand des korso-sardischen Mikrokontinents (unter Bildung des Cornacya Seamounts) setzte sie sich im südlichen Tyrrhenischen Meer fort (das jetzt als Tiefseebecken entstand), wanderte langsam südostwärts und erreichte im ausgehenden Messinium/beginnenden Pliozän das Vavilov-Becken und im späten Pliozän/beginnenden Pleistozän das Marsili-Becken. Eine Folgeerscheinung war, dass der vorgelagerte Kalabrische Inselbogen stark eingeengt und gekrümmt wurde.
Die recht rasche Öffnung  der beiden Backarc-Becken durch die Rotationsbewegung  des korso-sardischen Mikrokontinents einerseits und die Südostwanderung des kalabrischen Kontinentalblocks andererseits steht in engem Zusammenhang mit einer generell nach Südosten gerichteten Ausweichbewegung der nach Nordwesten bis Westen abtauchenden adriatischen/ionischen Subduktionszone.